# ماي ماسك
ماي ماسك (بالإنجليزية: Maye Musk)‏ (ولدت في 19 أبريل 1948) هي عارضة أزياء كندية-جنوب أفريقية وخبيرة تغذية. هي أيضا والدة إيلون ماسك، كيمبال ماسك، و توسكا ماسك، وقالت انها كانت عارضة أزياء لمدة 50 عاما، وظهرت على أغلفة المجلات، بما في ذلك تايم.

## روابط خارجية
- ماي ماسك على موقع IMDb (الإنجليزية)